# スミスチャート

スミスチャート（データは未記入） 実用チャートでは外囲に波数比の目盛りがつく

スミスチャート（Smith chart）とは、電子工学において伝送路のインピーダンス整合を設計する際に用いられる、複素インピーダンスを示す円形の図表である。1939年にベル研究所のエンジニアでアマチュア無線家（コールサイン 1ANB）でもあるフィリップ・スミスにより発明されたとされる。発明の理由をスミス氏は「計算尺が使えるようになった頃から、数学的な関係を図で表現することに興味を持っていた」と説明した。スミスの提案の2年前、日本無線電信株式会社の水橋東作は1937年（昭和12年）に発表した論文中第１図で、「反射係数{\displaystyle \gamma }の{\displaystyle Z_{01}}（及{\displaystyle Z_{02}}）に対する円線図」という正規化インピーダンスに対するスミスチャートと等価の計算図表を提案し、この「便利な図」を用いてグラフィカルにインピーダンスの計算ができることを示した。このため日本国内では、スミスチャートは水橋チャートまたは水橋-スミスチャートと呼称するのが妥当であるとの意見が存在する。

スミスチャートの基本は次の式で示される。
{\displaystyle \Gamma ={\frac {z_{L}-1}{z_{L}+1}}}
{\displaystyle \Gamma }は複素反射係数（散乱係数sまたは{\displaystyle s_{11}}とも呼ばれる)、{\displaystyle z_{L}}は伝送路の負荷の正規化インピーダンスで、{\displaystyle Z_{L}/Z_{0}}に等しい。ここで、
{\displaystyle Z_{L}}は負荷のインピーダンス
{\displaystyle Z_{0}}は伝送路の特性インピーダンス
である。
この図自体は複素平面であり、水平軸は複素反射係数の実数部、垂直軸は虚数部を表す。また、各円上はインピーダンスの実数（抵抗）成分が一定、上下に曲がった曲線上（実は円弧）はインピーダンスの虚数（リアクタンス）成分が一定である。図の中心は負荷と伝送線路が整合された場合に対応する。図の周囲は100％の反射に対応し、周囲に書かれた角度は反射係数の位相を0から180度（半波長）で示す。
インピーダンスではなくアドミタンスを表すスミスチャートをアドミタンスチャートと言う。アドミタンスチャートはスミスチャートを180度回転して作成される。スミスチャートにアドミタンスチャートを重ね合わせたものをイミタンスチャートと言う。
コンピュータの時代になり、紙のスミスチャートが問題を解くために使われることは少なくなったが、高周波の複素インピーダンスを直感的にわかるかたちで示す方法として、非常に有用な方法である。また、電磁気学（特に電波工学）を学ぶ学生には、通常はこの図表を用いた演習問題が課されており、依然として重要な教育手段である。
また、ネットワークアナライザと呼ばれる計測器では、測定結果をスミスチャートの形で表示する。ネットワークアナライザは、現代の高周波回路の設計に欠かせない計測器である。